# Paula Estebas Armas
Paula Estebas Armas (Logronyo, 21 de febrer de 1993) és una jugadora de bàsquet espanyola.
Base-escorta, es formà al Club Baloncesto Las Gaunas i debutà amb el primer equip la temporada 2011-12 a la Lliga femenina 2. Jugà amb el Campus Promote durant set temporades a la Lliga femenina (2014-18, 2019-22) i arribà a ser-ne la capitana. També ha jugat en altres equips de la mateixa categoria, RPK Araski (2018-19), Movistar Estudiantes, IDK Euskotren. El desembre de 2023 fitxà pel Barça CBS. Internacional amb la selecció espanyola en categories de formació, es proclamà campiona d'Europa sub-20 (2013). També ha competit en la modalitat de 3x3, essent internacional amb el combinat estatal.